# کفر عوان (اربد)
کفر عوان (به عربی: کفر عوان) یک منطقهٔ مسکونی در اردن است که در استان اربد واقع شده‌است. کفر عوان ۱۳٬۰۵۶ نفر جمعیت دارد و ۶۲۰ متر بالاتر از سطح دریا واقع شده‌است.